# Franc Šturm (skladatelj)
Franc Šturm, slovenski skladatelj, pianist in dirigent, * 17. junij 1912, Pivka, † 11. november 1943, Iški Vintgar.

## Življenje in delo
Rodil se je v družini profesorja Franca in Stanislave Šturm, rojene Cvetnič, v Št. Petru na Krasu (sedaj Pivka). V Ljubljani je obiskoval ljudsko šolo, gimnazijo in državni konservatorij. Študij glasbene kompozicije je končal leta 1933 pri profesorju Slavku Ostercu. V naslednjih letih se je izpopolnjeval na mojstrski šoli praškega konservatorija pri Josefu Suki in Aloisu Hábi. Slednji je poleg Slavka Osterca najmočneje vplival na njegovo kompozicijsko tehniko. V sezoni 1939/1940 je študiral dirigiranje in operno režijo v Parizu na Ecole César Franck. Po nemški okupaciji Pariza 1940 je v Ljubljani nadaljeval dirigiranje pri Danilu Švari, hkrati bil glasbeni sodelavec v dramskem gledališču. V začetku vojne se je vključil v Osvobodilno fronto, avgusta 1943 je odšel v partizane in novembra padel v Iškem Vintgarju. Od leta 1950 je njegov grob na Žalah v Ljubljani.
Najpomembnejša dela je ustvaril za komorno in solistično muziciranje, deloma v neobaročnem, deloma v neoklasicističnem slogu (Concertino za deset instrumentov; Koncert za klavir in pihala, 1932; Sonata da camera, za violino in klavir, 1932; Sonata za klavir, 1932; De profundis, za glas in 14 instrumentov, na besedila Alojza Gradnika, 1935; Godalni kvartet 1935-1940; Sonata za violino solo, 1936; Suita za klavir, 1939-1940). Njegov glasbeni opus obsega 11 samospevov za glas in klavir, 7 skladb za klavir, 1 skladbo za orgle in več komornih in  orkestralnih skladb ter skladbe v ¼ taktu.